# Polubicze Dworskie
Polubicze Dworskie – wieś w Polsce położona w województwie lubelskim, w powiecie bialskim, w gminie Wisznice.
W latach 1975–1998 miejscowość administracyjnie należała do województwa bialskopodlaskiego.
Wieś jest sołectwem w gminie Wisznice. Według Narodowego Spisu Powszechnego z roku 2011 wieś liczyła 159 mieszkańców i była dwunastą co do wielkości miejscowością gminy.
Wierni Kościoła rzymskokatolickiego należą do parafii św. Jana Ewangelisty w Polubiczach Wiejskich.

## Części wsi
| SIMC    | Nazwa      | Rodzaj    |
| ------- | ---------- | --------- |
| 0021829 | Mierzwinek | część wsi |
| 0021835 | Olszówka   | część wsi |
| 0021841 | Sulniawa   | część wsi |
| 0021858 | Żabiec     | część wsi |

## Historia
Polubicze - (dziś Polubicze Dworskie, Polubicze Wiejskie Pierwsze i Polubicze Wiejskie Drugie) opisano w wieku XIX jako wieś i folwark w powiecie włodawskim, gminie Horodyszcze, parafia obrzędu rzymskokatolickiego w Rossoszu, obrzędu wschodniego w Horodyszczach. W 1827 r. było tu 86 domów 548 mieszkańców. W roku 1887 wieś posiadała 118 domów i 1034 mieszkańców, także szkołę początkową ogólną, w okolicy wydobywano torf. W r. 1874 folwark Polubicze z przyległością Mierzwinek (dziś część miejscowości Polubicze Dworskie) był rozległy na 2993 mórg. Wieś Polubicze posiadała osad 76, z gruntem mórg 2743. Według spisu powszechnego z roku 1921 miejscowość Polubicze – wieś posiadała 169 budynków w tym 33 gospodarcze i 1133 mieszkańców. W folwarku spisano 4 domy i 79 mieszkańców.